# Монтекјаро (Болцано)
Монтекјаро је насеље у Италији у округу Болцано, региону Трентино-Јужни Тирол.
Према процени из 2011. у насељу је живело 295 становника. Насеље се налази на надморској висини од 929 м.